# Волчанское (Запорожская область)
Волчанское (укр. Вовчанське) — село,
Давыдовский сельский совет,
Акимовский район,
Запорожская область,
Украина.
Код КОАТУУ — 2320381205. Население по переписи 2001 года составляло 881 человек.

## Географическое положение
Село Волчанское находится на левом берегу реки Большой Утлюк, выше по течению на расстоянии в 8 км расположено село Новоданиловка, ниже по течению на расстоянии в 5 км расположено село Давыдовка.
Рядом проходит автомобильная дорога М-18 (E 105).

## История
- 1861 год — дата основания как колония болгар Волконешты.
- 1946 год — переименовано в село Волчанское.

## Экономика
- «Орияна-Агро», ООО «Исток».

## Объекты социальной сферы
- Школа.
- Дом культуры.
- Детский сад